# Sebastian Rodger
Sebastian Rodger (ur. 29 czerwca 1991) – brytyjski lekkoatleta specjalizujący się w długich biegach płotkarskich. Okazjonalnie biega także w sztafecie 4 × 400 metrów.
W 2010 zdobył brąz w sztafecie 4 × 400 metrów podczas mistrzostw świata juniorów w Moncton. Srebrny medalista młodzieżowego czempionatu Europy (2013). W tym samym roku dotarł do półfinału 400 metrów przez płotki podczas mistrzostw świata w Moskwie.
Rekord życiowy w biegu na 400 metrów przez płotki: 49,19 (13 lipca 2013, Tampere).

## Osiągnięcia
| Rok  | Impreza                                 | Miejsce        | Konkurencja                     | Lokata     | Wynik           |
| ---- | --------------------------------------- | -------------- | ------------------------------- | ---------- | --------------- |
| 2010 | Mistrzostwa świata juniorów             | Moncton        | sztafeta 4 × 400 metrów         | 3. miejsce | 3:06,49         |
| 2013 | Młodzieżowe mistrzostwa Europy          | Tampere        | bieg na 400 metrów przez płotki | 2. miejsce | 49,19           |
| 2013 | Mistrzostwa świata                      | Moskwa         | bieg na 400 metrów przez płotki | półfinał   | 49,32           |
| 2014 | Igrzyska Wspólnoty Narodów              | Glasgow        | bieg na 400 metrów przez płotki | eliminacje | 50,71           |
| 2014 | Mistrzostwa Europy                      | Zurych         | bieg na 400 metrów przez płotki | półfinał   | 49,47           |
| 2015 | Superliga drużynowych mistrzostw Europy | Czeboksary     | bieg na 400 metrów przez płotki | 5. miejsce | 50,10           |
| 2016 | Igrzyska olimpijskie                    | Rio de Janeiro | bieg na 400 metrów przez płotki | eliminacje | 49,54           |
| 2018 | Halowe mistrzostwa świata               | Birmingham     | sztafeta 4 × 400 metrów         | 6. miejsce | 3:05,08 (elim.) |
| 2018 | Mistrzostwa Europy                      | Berlin         | bieg na 400 metrów przez płotki | eliminacje | 51,30           |